# خط طول 142° شرق
خط طول 142° شرق هو أحد خطوط الطول الجغرافية، والتي تمتد من القطب الشمالي الجغرافي إلى القطب الجنوبي الجغرافي، وحسب التحويل الزمني يتقدم خط طول 142° شرق عن خط غرينتش بـ9 ساعات و28 دقيقة.

## من القطب إلى القطب
ينطلق خط طول 142° شرق من القطب الشمالي نحو القطب الجنوبي مرورا بالمناطق التي ترد في الجدول التالي:
| الإحداثيات                           | البلد أو الإقليم أو البحر | ملاحظات |
| ------------------------------------ | ------------------------- | --- |
| 90°0′N 142°0′E / 90.000°N 142.000°E  | المحيط المتجمد الشمالي    | |
| 76°3′N 142°0′E / 76.050°N 142.000°E  | روسيا                     | ياقوتيا — جزيرة كوتيلني، جزر سيبيريا الجديدة |
| 74°55′N 142°0′E / 74.917°N 142.000°E | بحر سيبيريا الشرقي        | Sannikov Strait |
| 73°55′N 142°0′E / 73.917°N 142.000°E | روسيا                     | ياقوتيا — Great Lyakhovsky Island، جزر سيبيريا الجديدة |
| 73°16′N 142°0′E / 73.267°N 142.000°E | بحر سيبيريا الشرقي        | Laptev Strait |
| 72°43′N 142°0′E / 72.717°N 142.000°E | روسيا                     | ياقوتيا خاباروفسك كراي — من 62°1′N 142°0′E / 62.017°N 142.000°E |
| 58°59′N 142°0′E / 58.983°N 142.000°E | بحر أوخوتسك               | |
| 53°28′N 142°0′E / 53.467°N 142.000°E | روسيا                     | ساخالين أوبلاست — جزيرة سخالين |
| 51°31′N 142°0′E / 51.517°N 142.000°E | مضيق تارتاري              | |
| 48°56′N 142°0′E / 48.933°N 142.000°E | روسيا                     | ساخالين أوبلاست — جزيرة سخالين |
| 48°30′N 142°0′E / 48.500°N 142.000°E | مضيق تارتاري              | |
| 47°39′N 142°0′E / 47.650°N 142.000°E | روسيا                     | ساخالين أوبلاست — جزيرة سخالين |
| 47°16′N 142°0′E / 47.267°N 142.000°E | مضيق تارتاري              | |
| 46°56′N 142°0′E / 46.933°N 142.000°E | روسيا                     | ساخالين أوبلاست — جزيرة سخالين |
| 45°58′N 142°0′E / 45.967°N 142.000°E | مضيق لا بيروز             | |
| 45°28′N 142°0′E / 45.467°N 142.000°E | اليابان                   | هوكايدو — جزيرة هوكايدو |
| 42°30′N 142°0′E / 42.500°N 142.000°E | المحيط الهادئ             | |
| 39°38′N 142°0′E / 39.633°N 142.000°E | اليابان                   | إيواته (محافظة) — جزيرة هونشو |
| 39°24′N 142°0′E / 39.400°N 142.000°E | المحيط الهادئ             | مرورا بغرب the جزيرة تشي تشي جيما، طوكيو, اليابان (في 27°5′N 142°10′E / 27.083°N 142.167°E) · مرورا بغرب the جزيرة هاها جيما، طوكيو, اليابان (في 26°42′N 142°7′E / 26.700°N 142.117°E) |
| 2°58′S 142°0′E / 2.967°S 142.000°E   | بابوا غينيا الجديدة       | |
| 9°12′S 142°0′E / 9.200°S 142.000°E   | بحر آرافورا               | مرورا بغرب the جزر مضيق توريس, أستراليا (في 10°7′S 142°5′E / 10.117°S 142.083°E) |
| 10°42′S 142°0′E / 10.700°S 142.000°E | خليج كاربنتاريا           | |
| 11°46′S 142°0′E / 11.767°S 142.000°E | أستراليا                  | كوينزلاند نيوساوث ويلز — من 29°0′S 142°0′E / 29.000°S 142.000°E فيكتوريا (أستراليا) — من 34°7′S 142°0′E / 34.117°S 142.000°E                                                           |
| 38°18′S 142°0′E / 38.300°S 142.000°E | المحيط الهندي             | Australian authorities consider this to be part of the المحيط الجنوبي[1][2] |
| 38°24′S 142°0′E / 38.400°S 142.000°E | أستراليا                  | فيكتوريا (أستراليا) — Lady Julia Percy Island |
| 38°25′S 142°0′E / 38.417°S 142.000°E | المحيط الهندي             | Australian authorities consider this to be part of the المحيط الجنوبي |
| 60°0′S 142°0′E / 60.000°S 142.000°E  | المحيط الجنوبي            | |
| 66°49′S 142°0′E / 66.817°S 142.000°E | القارة القطبية الجنوبية   | أرض أديلي، المطالب الإقليمية بالقارة القطبية الجنوبية by فرنسا |